# Easy (singel Sugababes)
Easy – pierwszy singel Sugababes z ich piątego albumu Overloaded: The Singles Collection. 
Premiera odbyła się 6 listopada 2006 roku zarówno w Wielkiej Brytanii jak i reszcie Europy. Piosenkę tę wyprodukował Brio Taliaferro. Stylem nawiązuje do lat 80. XX wieku.
Singel miał premierę radiową w programie The Scott Mills Show w BBC Radio 1, 12 września 2006 roku. B-sideem do tej piosenki jest piosenka „Shake It”.

## Pisanie i nagrywanie
"Easy" było jedną z dwu nowych piosenek na Overloaded: The Singles Collection, napisaną głównie przez Jasona Pebworth i George'a Astasio z zespołu Orson. W ten sposób duet przyszedł "z kilkoma pomysłami na kilka piosenek", wliczając w to "szorstką" koncepcję na muzykę electro – wpływając na "Easy". Mimo że Pebworth and Astasiois pierwotnie napisali sami cały tekst piosenki, Amelle Berrabah i Keisha Buchanan zdecydowały dołączyć swoje pomysły do tego, ostatecznie zmieniając część aranżacji oraz melodii, dodając także drugą zwrotkę i refren. Z powodu presji terminów, większość wokali zostało nagranych osobno.
Członkini zespołu – Berrabah opisała "Easy" jako "całkiem Princeową ... seksowną, bezczelną" piosenkę: "To jest zasadniczo tak, jakby mówić do kogoś 'chodź tutaj, na co jeszcze czekasz,'jeden fragment tekstu piosenki znaczy: 'mój silnik staje się goroący, kochanie, czy możesz przyjść i to sprawdzić', i mówi o tym, by przyszedł do ciebie facet, więc jest to bardziej o mężczyźnie przychodzącym do kobiety, a ona stara się go do tego przekonać..." "'Easy' jest bardzo niegrzeczne i bezczelne" dodała Buchanan w wywiadzie z Contactmusic. "jest to całkiem nowe brzmienie, ale ma jednocześnie tę samą jakość co najlepsze piosenki w naszej karierze, więc jest to świetny utwór na ta płytę."

## Teledysk
Teledysk do "Easy" został wyreżyserowany przez Tima Royesa (który pracował także przy teledysku do "Red Dress") i został nakręcony w studiu w Londynie we wrześniu 2006. Premiera teledysku w Wielkiej Brytanii odbyła się 2 października 2006.
Zawiera on członkinie ubrane w lateksowe kostiumy, każda w innym otoczeniu publicznej toalety. Amelle używa suszarki do rąk, Heidi z rudymi włosami stoi przy umywalce, a Keisha leży na podłodze. Podczas refrenu wszystkie są w przylegających kabinach, używając drzwi jako podpory. W połowie piosenki wokalistki są w salonie wystawowym z czerwonymi zasłonami i mają na sobie różne kostiumy w greckim stylu.
Teledysk do piosenki był bardzo popularny w interaktywnej liście MTV Poland. Osiągnął tam pierwsze miejsce kilka razy.

## Listy przebojów
| Chart                         | Peak position |
| ----------------------------- | ------------- |
| Armenian Singles Chart        | 2             |
| Slovakia Singles Chart        | 5             |
| UK Singles Chart              | 8             |
| Bulgarian Singles Chart       | 9             |
| European Official Top 20      | 12            |
| Finnish Singles Chart         | 12            |
| Danish Singles Chart          | 13            |
| Irish Singles Chart           | 18            |
| Norwegian Singles Chart       | 18            |
| Austrian Singles Chart        | 23            |
| German Singles Chart          | 26            |
| Swiss Singles Chart           | 30            |
| Poland Singles Chart          | 33            |
| Netherlands Top 40            | 33            |
| Swedish Singles Chart         | 56            |
| Australian ARIA Singles Chart | 77            |

## Formaty wydania i lista utworów
- CD single I

1. "Easy" (Album Version) - 3:40
2. "Easy" (Seamus Haji & Paul Emanuel Remix) - 5:29
3. "Easy" (Seamus Haji & Paul Emanuel Dubstrumental) - 5:29
4. "Hole in the Head" (Live at V Festival) - 4:55

- UK CD2 single

1. "Easy" (Album Version) - 3:40
2. "Shake It" - 5:11